# Josip Gucmirtl
Josip Gucmirtl (Eszék, 1942. március 16. – Zágráb, 2009. november 25.) horvát labdarúgó, középpályás.

## Pályafutása
1960 és 1964 között az Osijek, 1964 és 1973 között a Dinamo Zagreb labdarúgója volt. A Dinamo csapatával egy jugoszlávkupa-győzelmet ért el. Tagja volt az 1966–67-es idényben VVK-győztes csapatnak.

## Sikerei, díjai
Dinamo Zagreb
- Jugoszláv bajnokság
  - 2. (3): 1965–66, 1966–67, 1968–69
- Jugoszláv kupa
  - győztes: 1969
  - döntős (2): 1966, 1972
- Vásárvárosok kupája (VVK)
  - győztes: 1966–67